# Марсель Ванко
Марсель Ванко (фр. Marcel Vanco, 19 березня 1895, Марсель — 10 липня 1987, Круа) — французький футболіст, що грав на позиції захисника, зокрема за національну збірну Франції.

## Клубна кар'єра
У дорослому футболі дебютував 1918 року виступами за команду «СА Парі», в якій провів п'ять років. 1920 року ставав у її складі володарем Кубка Франції.
Завершував ігрову кар'єру у «Рубе», за який виступав протягом 1923—1924 років.

## Виступи за збірну
1920 року дебютував в офіційних матчах у складі національної збірної Франції.
Загалом протягом чотирирічної кар'єри в національній команді провів у її формі 8 матчів.
Помер 10 липня 1987 року на 93-му році життя у місті Круа.

## Титули і досягнення
- Володар Кубка Франції (1):

«СА Парі»: 1919-1920